# Tom L. Johnson

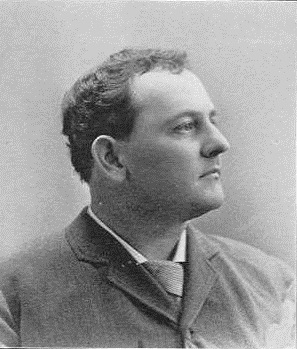
Tom L. Johnson, 1896

Thomas „Tom“ Loftin Johnson (* 18. Juli 1854 in Georgetown, Kentucky; † 10. April 1911 in Cleveland, Ohio) war ein US-amerikanischer Politiker der Demokratischen Partei. Von 1891 bis 1895 war er Mitglied des Repräsentantenhauses der Vereinigten Staaten für den 21. Kongressdistrikt des Bundesstaates Ohio. Zwischen 1901 und 1905 war er der 35. Bürgermeister von Cleveland.

## Leben
Geboren wurde Tom L. Johnson in Georgetown. Seine erste Tätigkeit nahm er bei einer Eisenbahngesellschaft auf, wo er sich recht schnell in eine verantwortliche Position arbeiten konnte. Er erfand eine Pay-Box für Autos und wurde durch die Anmeldung des Patentes ein wohlhabender Mann. Daraufhin investierte er in den Straßenbau in Indianapolis, Detroit und Cleveland. Ins US-Repräsentantenhaus wurde Johnson erstmals als Kandidat der Demokratischen Partei 1890 gewählt, er wurde 1892 wieder gewählt. Während seiner Zeit im Kongress vertrat er den 21. Distrikt von Ohio, aus dem Kongress schied er 1895 aus. Nach seinem Ausscheiden zog es ihn nach Detroit, dort wurde er Haupteigentümer und Präsident der Detroit City Railway (DCR). Um zur Politik und nach Cleveland zurückzukehren, verkaufte er 1899 seine Anteile an der DCR. In Cleveland wurde er in den Stadtrat gewählt, dem er von 1901 bis 1905 als Bürgermeister vorsaß. 1905 war er demokratischer Kandidat bei den Gouverneurswahlen in Ohio, konnte sich aber nicht gegen Amtsinhaber Myron T. Herrick durchsetzen. Johnson galt als Verfechter der Einheitsbesteuerung, wie von Henry George gefordert. Heute steht eine Statue von Johnson auf dem Public Square in Cleveland, die ein Buch von Henry George in den Händen hält. Johnson starb 1911 in Cleveland und wurde auf dem Greenwodd Cemetery beigesetzt.